# The Wandering Gypsy
The Wandering Gypsy è un cortometraggio muto del 1912 diretto da Allan Dwan.

## Trama
Una zingara metterà in crisi un bullo prepotente che da tempo perseguita una ragazza che l'ha aiutata.

## Produzione
Il film fu prodotto dalla Flying A (American Film Manufacturing Company).

## Distribuzione
Distribuito dalla Motion Picture Distributors and Sales Company, il film - un cortometraggio in una bobina - uscì nelle sale cinematografiche USA il 23 maggio 1912.